# Blame It On the Rain
Blame It On the Rain är en låt skriven av producenten Diane Warren, och framförd av popduon Milli Vanilli. Låten släpptes 13 juli 1989, och blev en världshit.
Låten fanns med på albumet Girl You Know It's True, som innehöll tre till världshitar. 
Gruppen blev snabbt extremt populär runt om i hela världen, och kan idag räknas som en av 80-talets största grupper.
Rob Pilatus, som var den ena halvan av Milli Vanilli, avled av en överdos på ett hotell i Tyskland 1998.